# Ambrosia (EP)
Ambrosia es el primer extended play de la banda  mexicana Enjambre. Se publicó el 27 de octubre de 2021 en formato físico y digital en México. Fue escrito en su totalidad por Luis Humberto Navejas en inglés. Se compone de cuatro canciones originales, del cual se extrajeron tres sencillos; «Crash», «Delorean» y «Upgrade». Se distribuyó a través de Universal Music México. Julián Navejas y Luis Humberto produjeron el álbum.

## Antecedentes
«Delorean» homenajea al famoso automóvil de los años 80 que aparece en la trilogía Volver al futuro, siendo esta una canción completamente en inglés. El videoclip hace también referencia a la saga de Robert Zemeckis y evoca la escena en la que Marty McFly interpreta «Johnny B. Goode» de Chuck Berry ante un grupo de adolescentes de los años 50.
Finalmente, Ambrosía se lanzó en octubre de 2021, marcando su primer EP, que está completamente grabado en inglés. Este trabajo incluye cuatro canciones originales: «Delorean», «Crash», «Ambrosía» y «Upgrade». El EP fue producido durante el tiempo de cuarentena por la pandemia de COVID-19 y rinde homenaje a sus influencias musicales en el rock en inglés, así como a la región de sur de California, donde se formó la banda. A pesar de ello, Ambrosía se grabó en León, Guanajuato, en el estudio Testa, en poco más de un mes, manteniendo un sonido similar al de su álbum anterior, Próximos prójimos.

## Recepción
En el sitio web Rate Your Music recibió una puntuación de 4.22 sobre 5 estrellas.

## Lista de canciones
| N.º   | Título     | Escritor(es)          | Duración |  |
| 1.    | «Ambrosia» | Luis Humberto Navejas | 3:40     |  |
| 2.    | «Crash»    | Luis Humberto Navejas | 3:06     |  |
| 3.    | «Delorean» | Luis Humberto Navejas | 3:41     |  |
| 4.    | «Upgrade»  | Luis Humberto Navejas | 3:49     |  |
| 14:17 |            |                       |          |  |

## Historial de lanzamiento
| País   | Fecha                 | Formato(s)            | Sello                  | Ref.  |
| ------ | --------------------- | --------------------- | ---------------------- | ----- |
| México | 27 de octubre de 2021 | CD + Descarga digital | Universal Music México | [ 3 ] |